# Asclepias candida
Asclepias candida är en oleanderväxtart som beskrevs av Vell.. Asclepias candida ingår i släktet sidenörter, och familjen oleanderväxter. Inga underarter finns listade i Catalogue of Life.